# Automeris hebe
Automeris hebe är en fjärilsart som beskrevs av Walker 1865. Automeris hebe ingår i släktet Automeris och familjen påfågelsspinnare. Inga underarter finns listade i Catalogue of Life.